# Paulo Lopes de Faria
Dom Paulo Lopes de Faria (Pará de Minas, 24 de fevereiro de 1931 - Belo Horizonte, 16 de julho de 2009) foi um bispo católico brasileiro.

## Vida
Nasceu em Igaratinga, na época um distrito de Pará de Minas, no dia 24 de fevereiro de 1931. Foi ordenado sacerdote em Belo Horizonte na Catedral da Boa Viagem em 8 de dezembro de 1957 por Dom João Resende Costa, SDB, que estava recém chegado a Belo Horizonte como arcebispo coadjutor.
Foi professor no seminário; trabalhou alguns meses na paróquia de Betânia, e foi o primeiro pároco de Nossa Senhora da Piedade, no Bairro das Indústrias, onde permaneceu por 15 anos.
O Papa João Paulo II o nomeou bispo auxiliar da Arquidiocese de Niterói em 1980, com a sede titular de Thelepte. Recebeu a consagração episcopal no dia 27 de dezembro de 1980, no Ginásio Mineirinho em Belo Horizonte. Em 1983 foi nomeado bispo de Itabuna, na Bahia. Sua posse se deu no mês de janeiro, tendo sido presidida pelo Cardeal Arcebispo de Salvador Dom Avelar Brandão Vilela. Nesta diocese, onde ficou 12 anos, organizou o Seminário São José, deu início à construção do centro de Pastoral João Paulo II, criou diversas paróquias. Nesse período, foi Presidente do Regional Nordeste 3 da CNBB por dois períodos.
Em 1995 foi nomeado arcebispo coadjutor da Arquidiocese de Diamantina, tornando-se seu arcebispo metropolitano em 1997. Em Diamantina coordenou a reforma de várias obras da arquidiocese, transferiu o Seminário Menor da cidade de Curvelo para Diamantina; criou a Casa dos Padres em Curvelo, criou 17 novas paróquias além de duas novas foranias e três regiões episcopais.
Foi presidente do Regional Leste 2 da CNBB de 1999 a 2003. Em 2007 foi aceita a sua renuncia ao governo da Arquidiocese de Diamantina. Depois de aceita sua renúncia foi morar em Belo Horizonte.
Faleceu no dia 16 de julho - festa de Nossa Senhora do Carmo - de 2009, aos 78 anos de idade, vítima de câncer. Foi velado em Belo Horizonte no bairro das Indústrias onde foi o primeiro pároco, e depois no Seminário Arquidiocesano de Diamantina. Foi sepultado na Cripta da Catedral Metropolitana de Diamantina no dia 18 de julho, após a Santa Missa presidida por seu sucessor Dom João Bosco Oliver de Faria.
Dom Paulo Lopes de Faria foi consagrante principal da Ordenação Episcopal de Dom Célio de Oliveira Goulart, Bispo Diocesano da Diocese de São João del-Rei, Minas Gerais.
Foi co-sagrante da Ordenação de Dom Geraldo Vieira Gusmão, atualmente Bispo Emérito de Porto Nacional, Tocantins.